# Juan Mata
Juan Manuel Mata García (* 28. April 1988 in Burgos) ist ein spanischer Fußballspieler. Der als äußerst beweglich und flink beschriebene Offensivspieler wird meist auf dem linken Flügel oder im offensiven Mittelfeld eingesetzt. Mit der spanischen Nationalmannschaft wurde er Welt- und Europameister. Mit dem FC Chelsea gewann er 2012 die Champions League und 2013 die Europa League, die er 2017 mit Manchester United ein weiteres Mal gewann.

## Karriere

### Vereinskarriere

#### Jugend
Der in Burgos geborene Mata wuchs im asturischen Oviedo auf. Im Alter von zwölf Jahren begann er seine Fußballkarriere in der Jugendabteilung von Real Oviedo, wo auch sein Vater die meiste Zeit seiner Karriere gespielt hatte.

#### Real Madrid
Im Sommer 2003 wechselte der damals 15-jährige Mata zur Jugendabteilung von Real Madrid. Nachdem er dort die Jugendmannschaften Cadete A und anschließend Juvenil C durchlief, gelangte er zur Saison 2005/06 zur Juvenil A, der A-Jugend von Real Madrid. Mit dem Team gewann er in der Saison 2005/06 die Meisterschaft und den Copa de Campeones de Liga Juvenil. Es folgte der Aufstieg zur zweiten Profimannschaft von Real Madrid, zu Real Madrid Castilla nach der Saison. Obwohl er in der Saison 2006/07 mit zehn Ligatreffern zweitbester Torschütze seiner Mannschaft hinter Álvaro Negredo war, stieg er mit Real Madrid Castilla in die dritte spanische Liga ab.

#### FC Valencia
Für die Saison 2007/08 unterschrieb Mata beim spanischen Erstligisten FC Valencia, für den er am 2. Ligaspieltag gegen UD Almería debütierte. Mata profitierte in seiner ersten Saison von der Suspendierung des Spielers Miguel Ángel Angulo, durch die in der Startelf des FC Valencia ein Platz für ihn frei wurde. Er spielte sich am Ende der Spielzeit in der Startformation fest und bestritt in dieser Saison insgesamt 24 Ligaspiele, in denen er fünf Mal traf. Außerdem war er beim 3:2-Heimsieg in der Copa del Rey gegen den FC Barcelona zwei Mal als Torschütze erfolgreich und hatte damit großen Anteil am Erreichen des Pokalfinales. Im besagten Finale gegen den FC Getafe erzielte er das Führungstor beim 3:1-Sieg seiner Mannschaft.
In der Saison 2008/09 verhalf er dem FC Valencia zum besten Ligastart in deren Vereinsgeschichte. Bis zum achten Spieltag lag Valencia noch vor Real Madrid und dem FC Barcelona an der Tabellenspitze, erst am Ende ließ das Team etwas nach und landete am Ende der Saison auf Platz 6. Er verpasste im Verlaufe der Saison nur ein einziges Ligaspiel und war hinter David Villa mit elf Toren der zweitbeste Torschütze seines Vereins.
Zur Saison 2009/10 erhielt Mata das Trikot mit der Nummer 10, nachdem Angulo den Verein verlassen hatte. Seine anhaltend guten Leistungen, neun Treffer in 35 Ligaspielen in der Saison 2009/10, brachten anschließend ein verstärktes Interesse des spanischen Topklubs FC Barcelona hervor.

#### FC Chelsea

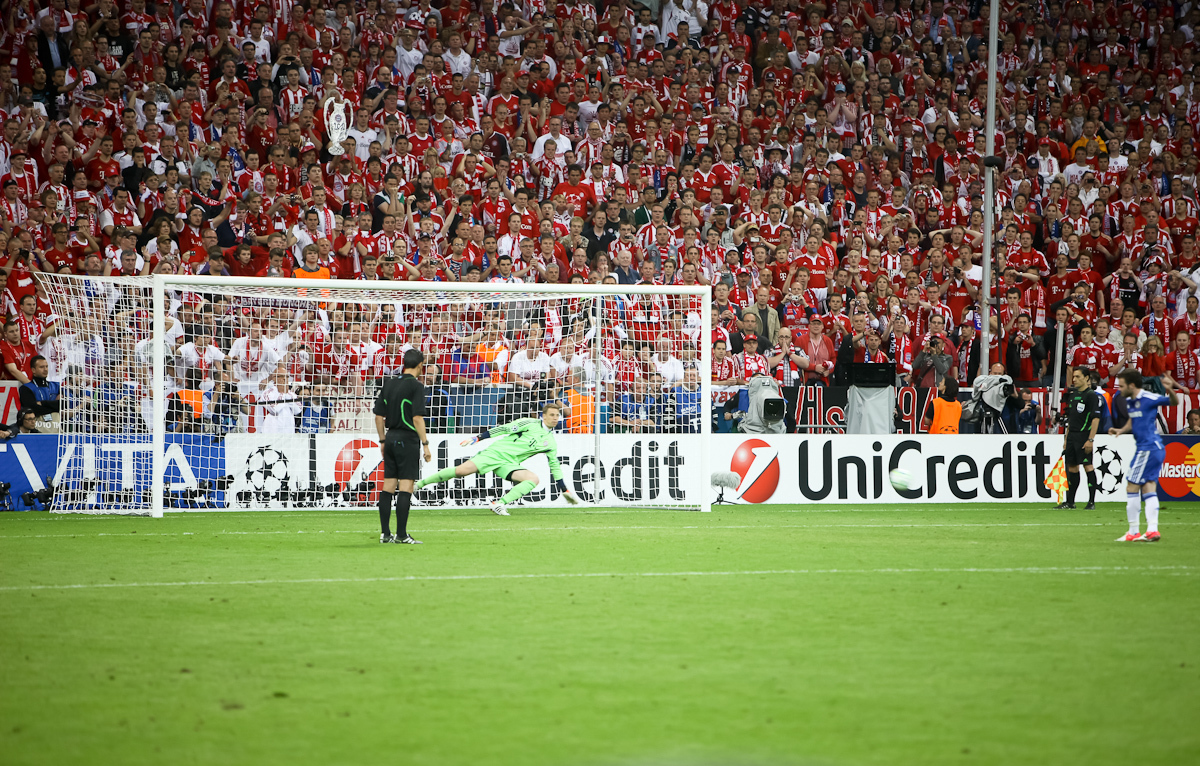
Juan Mata verschießt einen Elfmeter im Champions-League-Finale 2012

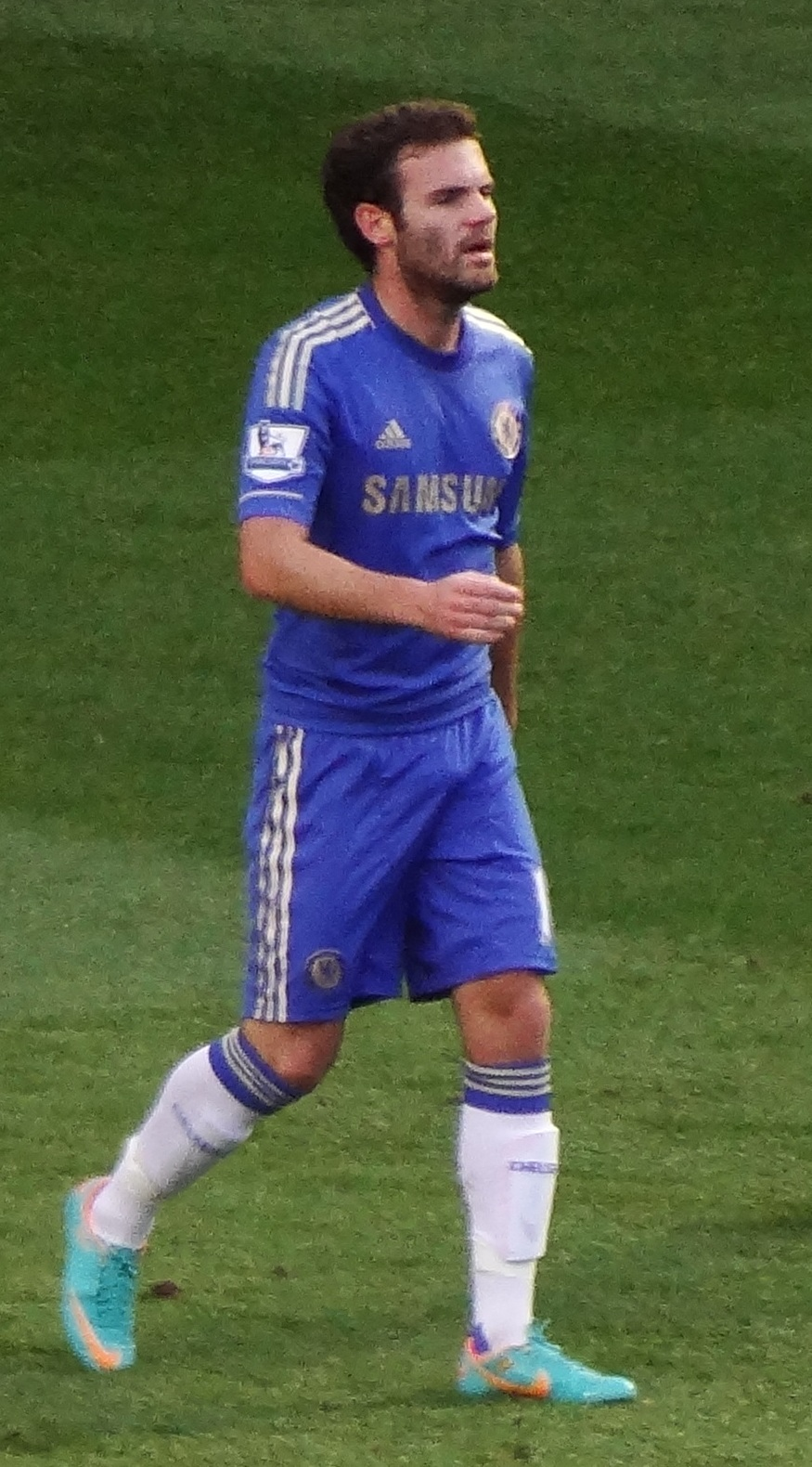
Mata im Trikot des FC Chelsea

Zur Saison 2011/12 wechselte Mata zum FC Chelsea. Er unterzeichnete einen Fünfjahresvertrag beim Klub aus London.
Mata absolvierte sein Debüt am 27. August 2011 gegen Norwich City. Hier wurde er in der 68. Minute für Florent Malouda eingewechselt und erzielte den 3:1-Endstand. Sein Champions-League-Debüt gab er am 14. September beim 2:0-Sieg gegen Bayer 04 Leverkusen. Während der Saison glänzte Mata, der sich als Stammspieler durchsetzen konnte, als Vorbereiter, und konnte am Ende der Saison in 34 Spielen 13 Vorlagen und sechs Tore verzeichnen. In seiner ersten Saison wurde er FA-Cup-Sieger mit einem 2:1-Sieg gegen den FC Liverpool und Champions-League-Sieger mit einem 5:4-Sieg nach Elfmeterschießen gegen den FC Bayern München, wobei er als einziger Spieler bei Chelsea seinen Elfmeter nicht verwandeln konnte. Allerdings gab er in der 88. Minute per Eckball die Vorlage zum 1:1-Ausgleich durch Didier Drogba, der Chelsea in die Verlängerung rettete. Am Saisonende wurde Mata zum Chelsea Player of the Year gewählt.
Am 15. Mai 2013 besiegte er mit seinem Klub Benfica Lissabon durch ein 2:1 im Finale und gewann dadurch die Europa League. Er und sein Landsmann und ehemaliger Teamkollege Fernando Torres sind die ersten Spieler, die gleichzeitig Weltmeister, Europameister, Champions-League-Sieger und Europa-League-Sieger waren. Auch nach dieser Saison wurde Mata zum Chelsea Player of the Year gekürt.

#### Manchester United
Nachdem Mata in der Hinrunde der Saison 2013/14 unter dem neuen Trainer José Mourinho bei Chelsea meist nur zweite Wahl gewesen war, wechselte er am 25. Januar 2014 zum Ligakonkurrenten Manchester United. Die Ablösesumme betrug 37,1 Mio. Pfund Sterling (rund 44,7 Mio. Euro), womit Mata bis zur Verpflichtung von Ángel Di María (im August 2014 für 75 Mio. Euro) der teuerste Neuzugang der Vereinsgeschichte war.
Im Juni 2019 verlängerte Mata seinen Vertrag bei den Red Devils vorzeitig bis 2021.

#### Galatasaray Istanbul
Am 8. September 2022 wechselte der vereinslose Mittelfeldspieler zu Galatasaray Istanbul. Mit Galatasaray Istanbul gewann Juan Mata zum ersten Mal eine nationale Meisterschaft.

#### Vissel Kōbe
Nach zwei Monaten ohne Verein unterschrieb er Anfang September 2023 in Japan einen Vertrag beim Erstligisten Vissel Kōbe. Am Ende der Saison 2023 feierte er mit dem Verein aus Kōbe die japanische Meisterschaft.

#### Western Sydney Wanderers
Im September 2024 wechselte er inzwischen vereinslos zu den Western Sydney Wanderers.

### Nationalmannschaftskarriere
Auch in den spanischen Jugend-Nationalmannschaften hat Mata eine Vielzahl von Einsätzen und Toren vorzuweisen. Mit Spaniens U-19 gelang ihm der Gewinn der U-19-Fußball-Europameisterschaft 2006. Dabei erzielte er im ersten Gruppenspiel beim 5:3 gegen die Türkei drei Tore. Auch in den folgenden Partien des Turniers kam er zum Einsatz und stockte sein Trefferkonto durch seinen Treffer im Halbfinale beim 5:0 gegen Österreich auf insgesamt vier Treffer auf. Damit war er der zweitbeste Torschütze der Europameisterschaft mit einem Treffer weniger als Teamkollege Alberto Bueno.
Am 28. März 2009 spielte er erstmals für die spanische Nationalelf beim 1:0-Sieg im WM-Qualifikationsspiel im Santiago-Bernabéu-Stadion gegen die Türkei.
2009 wurde er mit Spanien Dritter beim Konföderationen-Pokal, wo er in den ersten beiden Gruppenspielen mitwirkte. Knapp drei Monate später erzielte Mata sein erstes Länderspieltor im Qualifikationsspiel zur WM 2010 gegen Estland. In den zwei abschließenden Qualifikationsspielen erzielte Mata ebenfalls jeweils ein Tor.
2011 gewann Mata mit Spaniens U-21 den Europameistertitel. Er selbst steuerte in fünf Spielen zwei Treffer bei.
Für die WM 2010 wurde Mata von Vicente del Bosque in den Kader der spanischen Auswahl berufen. Bei Spaniens erstem Gewinn einer Fußball-Weltmeisterschaft kam Mata im Gruppenspiel gegen Honduras zu einem Kurzeinsatz. Auch bei der EM 2012 kam Mata nur ein Mal zum Einsatz. Im Finale gegen Italien wurde er vier Minuten vor Spielende eingewechselt. Zwei Minuten nach seiner Einwechslung erzielte er den Treffer zum 4:0-Endstand und trug somit dazu bei, dass Spanien als erste Mannschaft den EM-Titel verteidigen konnte.

## Titel und Erfolge

### Nationalmannschaft
- Weltmeister: 2010
- Europameister: 2012
- U21-Europameister: 2011
- U19-Europameister: 2006

### Vereine
International
- Champions-League-Sieger: 2012
- Europa-League-Sieger: 2013 (FC Chelsea), 2017 (Manchester United)

Spanien
- Spanischer Pokalsieger: 2008
- Spanischer A-Junioren-Meister: 2006

England
- Englischer Pokalsieger: 2012 (FC Chelsea), 2016 (Manchester United)
- Englischer Ligapokalsieger: 2017
- Englischer Supercupsieger: 2016

Türkei
- Türkischer Meister: 2023

Japan
- Japanischer Meister: 2023

### Persönliche Auszeichnungen
- Auszeichnung zum „Goldenen Spieler“ der U-21-Europameisterschaft 2011
- Chelsea Player of the Year: 2012, 2013

## Sonstiges
Mata studierte Journalismus an der Polytechnischen Universität Madrid.
Mata und seinem damaligen Teamkollegen Fernando Torres gelang es, gleichzeitig Weltmeister, Europameister, Champions-League-Sieger und Europa-League-Sieger zu werden.
Er gründete im Jahr 2017 die Initiative Common Goal, deren Mitglieder ein Prozent ihres Gehaltes an die Organisation Streetfootballworld spenden, die weltweit soziale Projekte im Zusammenhang mit Fußball unterstützt.